# Viking Fotballklubb 1991
Questa pagina raccoglie i dati riguardanti il Viking Fotballklubb nelle competizioni ufficiali della stagione 1991.

## Stagione
Nella stagione 1991, il Viking vinse il campionato. Si trattò dell'ottavo titolo nazionale della storia del club. Lars Gaute Bø, Ingve Bøe e Børre Meinseth furono i calciatore più utilizzati in campionato, con 22 presenze su 22. Meinseth fu anche il miglior marcatore, con 8 reti all'attivo. L'avventura in Coppa di Norvegia terminò ai quarti di finale della stessa, per mano del Rosenborg.

## Maglie e sponsor
La divisa casalinga prevedeva una maglietta blu scuro con inserti bianchi, pantaloncini e calzettoni bianchi.
| Casa |

## Rosa
| N. |                     | Ruolo | Calciatore          |
| -- | ------------------- | ----- | ------------------- |
|    | Norvegia (bandiera) | P     | Lars Gaute Bø       |
|    | Norvegia (bandiera) | P     | Vidar Geitle        |
|    | Norvegia (bandiera) | D     | Ingve Bøe           |
|    | Norvegia (bandiera) | D     | Kent Christiansen   |
|    | Norvegia (bandiera) | D     | Ulf Karlsen         |
|    | Norvegia (bandiera) | D     | Stian Larsen        |
|    | Norvegia (bandiera) | D     | Øyvind Mellemstrand |
|    | Norvegia (bandiera) | D     | Morten Myhre        |
|    | Norvegia (bandiera) | D     | Roger Nilsen        |
|    | Norvegia (bandiera) | D     | Endre Tangen        |
|    | Norvegia (bandiera) | D     | Olav Vistnes        |
|    | Norvegia (bandiera) | C     | Gunnar Aase         |

| N. |                     | Ruolo | Calciatore          |
| -- | ------------------- | ----- | ------------------- |
|    | Norvegia (bandiera) | C     | Asle Andersen       |
|    | Norvegia (bandiera) | C     | Rune Gjerde         |
|    | Norvegia (bandiera) | C     | Gaute Johannessen   |
|    | Norvegia (bandiera) | C     | Erik Pedersen       |
|    | Norvegia (bandiera) | C     | Trond Egil Soltvedt |
|    | Norvegia (bandiera) | C     | Kenneth Storvik     |
|    | Norvegia (bandiera) | A     | Egil Fjetland       |
|    | Norvegia (bandiera) | A     | Atle Håland         |
|    | Irlanda (bandiera)  | A     | Mike McCabe         |
|    | Norvegia (bandiera) | A     | Børre Meinseth      |
|    | Norvegia (bandiera) | A     | Alf Kåre Tveit      |

## Calciomercato

### Sessione invernale
| Acquisti | Acquisti       | Acquisti | Acquisti   |
| R.       | Nome           | da       | Modalità   |
| -------- | -------------- | -------- | ---------- |
| C        | Erik Pedersen  | Tromsø   | definitivo |
| A        | Mike McCabe    | Tromsø   | definitivo |
| A        | Børre Meinseth | Bryne    | definitivo |

| Cessioni | Cessioni       | Cessioni | Cessioni   |
| R.       | Nome           | a        | Modalità   |
| -------- | -------------- | -------- | ---------- |
| C        | Knut Larsen    | ?        | definitivo |
| A        | Kjell Jonevret | Vasalund | definitivo |

### Sessione estiva
| Acquisti | Acquisti | Acquisti | Acquisti |
| R.       | Nome     | da       | Modalità |
| -------- | -------- | -------- | -------- |

| Cessioni | Cessioni | Cessioni | Cessioni |
| R.       | Nome     | a        | Modalità |
| -------- | -------- | -------- | -------- |

## Risultati

### Tippeligaen

#### Girone di andata
| Arbitro: | Singsaas |

|                                                         |           |                             |
| McCabe 7’ Aase 43’ Tveit 47’ Østenstad 53’ Meinseth 72’ | Marcatori | 71’ Storskogen 90’ Pedersen |

| Arbitro: | Kronborg |

|           |           |                        |
| Kirov 49’ | Marcatori | 31’ Tveit 59’ Meinseth |

| Arbitro: | Thorp |

|                      |           |  |
| Johannessen 73’, 80’ | Marcatori |  |

| Aurskog 16 maggio 1991, ore ??:?? 4ª giornata | Rosenborg     | 0 – 0 referto | Viking | Aurskog Stadion (20.454 spett.)\| Arbitro: \| Halle (Molde) \| |
| Arbitro:                                      | Halle (Molde) |               |        |                                                                |

| Arbitro: | Nervik |

|                       |           |                  |
| Aase 38’ Meinseth 78’ | Marcatori | 35’ Hadler-Olsen |

| Arbitro: | Hollung |

|                                     |           |                       |
| Håland 69’ Storvik 80’ Meinseth 87’ | Marcatori | 61’ Kruse 70’ Belsvik |

| Arbitro: | Halle (Molde) |

|           |           |              |
| Hopen 27’ | Marcatori | 26’ Soltvedt |

| Arbitro: | Singsaas |

|                  |           |  |
| Mellemstrand 47’ | Marcatori |  |

| Arbitro: | Nervik |

|               |           |            |
| Bergersen 77’ | Marcatori | 15’ McCabe |

| Stavanger 30 giugno 1991, ore ??:?? 10ª giornata | Viking                | 0 – 0 referto | Fyllingen | Stavanger Stadion (8.337 spett.)\| Arbitro: \| Ditlefsen (Mo i Rana) \| |
| Arbitro:                                         | Ditlefsen (Mo i Rana) |               |           |                                                                         |

| Arbitro: | Olsen (Kristiansund) |

|                                    |           |            |
| Pettersen 10’ Dahlum 32’, 72’, 75’ | Marcatori | 88’ Håland |

#### Girone di ritorno
| Arbitro: | Kronborg |

|                                          |           |             |
| Andersen 32’ Storskogen 44’ Nysæther 84’ | Marcatori | 70’ Storvik |

| Arbitro: | Kronborg |

|                 |           |             |
| Bøe 7’ Aase 20’ | Marcatori | 66’ Sognnæs |

| Arbitro: | Halle (Molde) |

|  |           |      |
|  | Marcatori | ?’ ? |

| Arbitro: | Pedersen (Jeløy) |

|                         |           |           |
| Meinseth 11’ Nilsen 39’ | Marcatori | 58’ Løken |

| Arbitro: | Singsaas |

|  |           |                        |
|  | Marcatori | 59’ Tveit 90’ Meinseth |

| Arbitro: | Larsgård |

|  |           |                            |
|  | Marcatori | 6’, 88’ Tveit 77’ Meinseth |

| Arbitro: | Olsen (Kristiansund) |

|                                  |           |                       |
| Aase 5’, 53’ Pedersen 9’ Bøe 87’ | Marcatori | 54’ Flo 74’ Macciochi |

| Arbitro: | Hollung |

|                         |           |           |
| Martinsen 20’ Sunde 32’ | Marcatori | 41’ Tveit |

| Arbitro: | Nordby |

|                                   |           |                            |
| Tveit 59’ McCabe 82’ Meinseth 89’ | Marcatori | 23’, 32’, 34’, 78’ Fodstad |

| Arbitro: | Olsen (Kristiansund) |

|                             |           |  |
| Helgeland 23’ Ludvigsen 61’ | Marcatori |  |

| Stavanger 13 ottobre 1991, ore ??:?? 22ª giornata | Viking        | 0 – 0 referto | Start | Stavanger Stadion (11.038 spett.)\| Arbitro: \| Halle (Molde) \| |
| Arbitro:                                          | Halle (Molde) |               |       |                                                                  |

### Coppa di Norvegia
|  | Randaberg | 0 – 3 referto | Viking |  |

|  | Os | 0 – 1 referto | Viking |  |

|  | Viking | 3 – 1 referto | Bryne |  |

|  | Viking | 2 – 1 referto | Brann |  |

|  | Rosenborg | 3 – 2 referto | Viking |  |

## Statistiche

### Statistiche di squadra
| Competizione      | Punti | In casa | In casa | In casa | In casa | In casa | In casa | In trasferta | In trasferta | In trasferta | In trasferta | In trasferta | In trasferta | Totale | Totale | Totale | Totale | Totale | Totale | DR  |
| Competizione      | Punti | G       | V       | N       | P       | Gf      | Gs      | G            | V            | N            | P            | Gf           | Gs           | G      | V      | N      | P      | Gf     | Gs     | DR  |
| ----------------- | ----- | ------- | ------- | ------- | ------- | ------- | ------- | ------------ | ------------ | ------------ | ------------ | ------------ | ------------ | ------ | ------ | ------ | ------ | ------ | ------ | --- |
| Tippeligaen       | 41    | 11      | 8       | 2       | 1       | 24      | 13      | 11           | 4            | 3            | 4            | 13           | 14           | 22     | 12     | 5      | 5      | 37     | 27     | +10 |
| Coppa di Norvegia | -     | 2       | 2       | 0       | 0       | 5       | 2       | 3            | 2            | 0            | 1            | 6            | 3            | 5      | 4      | 0      | 1      | 11     | 5      | +6  |
| Totale            | -     | 13      | 10      | 2       | 1       | 29      | 15      | 14           | 6            | 3            | 5            | 19           | 17           | 27     | 16     | 5      | 6      | 66     | 31     | +35 |

### Statistiche dei giocatori
| Giocatore       | Tippeligaen | Tippeligaen | Coppa di Norvegia | Coppa di Norvegia | Totale   | Totale |
| Giocatore       | Presenze    | Reti        | Presenze          | Reti              | Presenze | Reti   |
| --------------- | ----------- | ----------- | ----------------- | ----------------- | -------- | ------ |
| G. Aase         | 18          | 5           | 5                 | 2                 | 23       | 7      |
| A. Andersen     | 0           | 0           | 0                 | 0                 | 0        | 0      |
| L. Bø           | 22          | 0           | 5                 | 0                 | 27       | 0      |
| I. Bøe          | 22          | 2           | 5                 | 2                 | 27       | 4      |
| K. Christiansen | 10          | 0           | 3                 | 0                 | 13       | 0      |
| E. Fjetland     | 6           | 0           | 0                 | 0                 | 6        | 0      |
| V. Geitle       | 0           | 0           | 0                 | 0                 | 0        | 0      |
| A. Håland       | 4           | 2           | 2                 | 1                 | 6        | 3      |
| G. Johannessen  | 17          | 2           | 3                 | 0                 | 20       | 2      |
| U. Karlsen      | 21          | 0           | 5                 | 0                 | 26       | 0      |
| S. Larsen       | 1           | 0           | 0                 | 0                 | 1        | 0      |
| M. McCabe       | 21          | 3           | 5                 | 1                 | 26       | 4      |
| B. Meinseth     | 22          | 8           | 5                 | 0                 | 27       | 8      |
| Ø. Mellemstrand | 9           | 1           | 2                 | 0                 | 11       | 1      |
| M. Myhre        | 5           | 1           | 2                 | 0                 | 7        | 1      |
| R. Nilsen       | 21          | 1           | 5                 | 0                 | 26       | 1      |
| E. Pedersen     | 19          | 1           | 4                 | 0                 | 23       | 1      |
| T. Soltvedt     | 13          | 1           | 5                 | 1                 | 18       | 2      |
| K. Storvik      | 17          | 2           | 4                 | 0                 | 21       | 2      |
| E. Tangen       | 0           | 0           | 0                 | 0                 | 0        | 0      |
| O. Vistnes      | 0           | 0           | 0                 | 0                 | 0        | 0      |